# Anthophora maculifrons
Anthophora maculifrons là một loài Hymenoptera trong họ Apidae. Loài này được Cresson mô tả khoa học năm 1879.